# Mii

Logo Mii

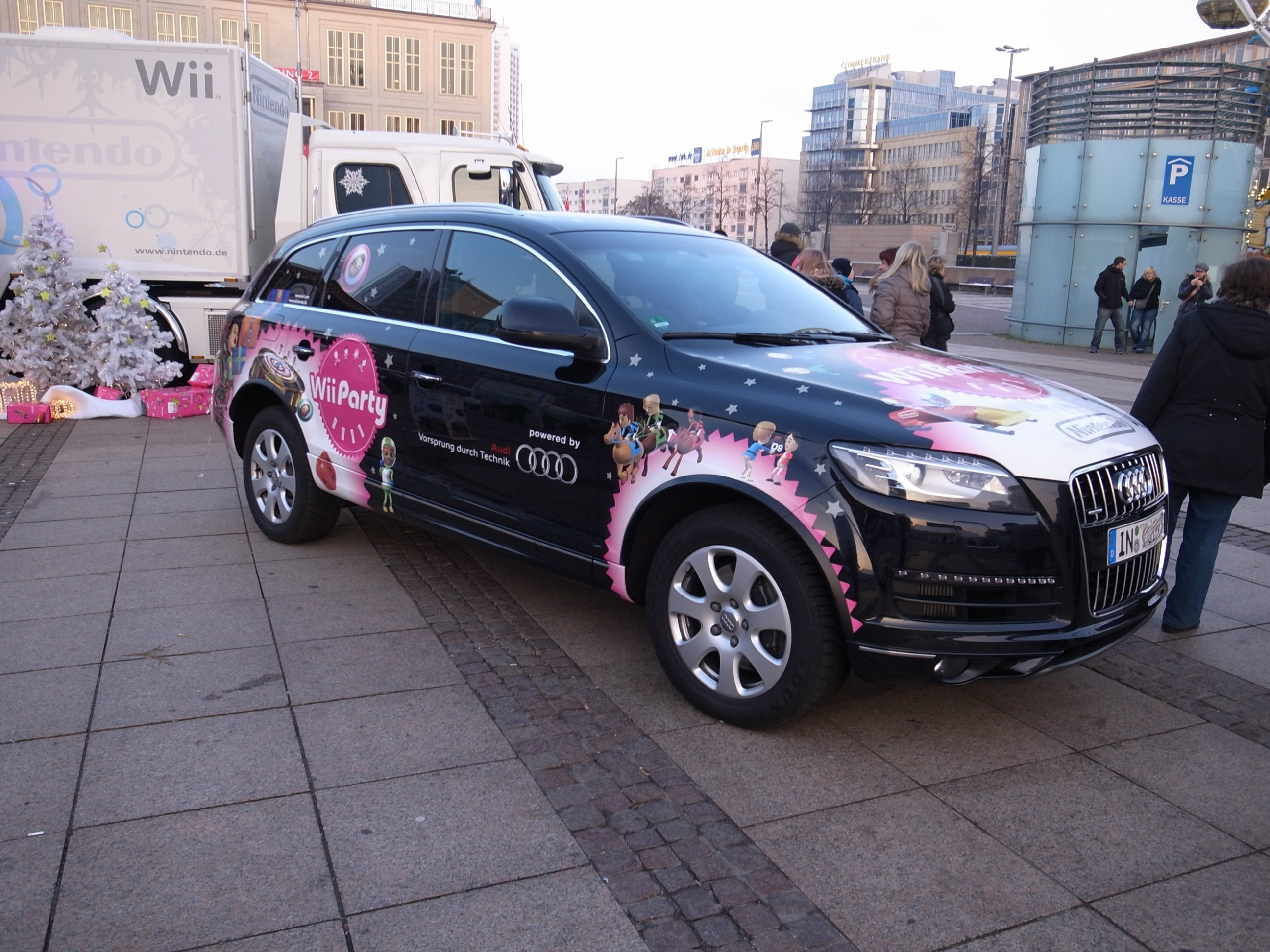
Auto propagující hru Wii Party, na němž jsou vyobrazeny postavy Mii

Mii (japonsky ミー) je označení pro avatara používané na některých herních konzolích od firmy Nintendo (konkrétně Wii, Wii U, Nintendo 3DS a Nintendo Switch). Postavy Mii se objevují také v aplikaci Miitomo na Android a iOS.
Název se odvíjí od anglického slova me (já).

## Popis
Vytváření Mii probíhá v již předinstalovaném editoru postav Mii (Mii Channel), kde si každý hráč může vyrobit svou postavu Mii, tím že si vybírá její barvu kůže, výšku, typ očí, nosu, vlasů apod. Taktéž je možno přidat nějaké doplňky (jako brýle) a postavu pojmenovat. Nintendo 3DS a Wii U umožňuje též generovat postavu Mii z fotografie uživatele. Postavy Mii je také možnost přenášet skrz ovladač Wii Remote.
S těmito postavami je poté možno hrát v různých videohrách. Některé videohry jsou přímo určené pro hraní s postavami Mii, například Wii Sports nebo Wii Party.

## Historie
Svoje vlastní avatary si mohli hráči poprvé vytvářet ve hře Mario Artist pro Nintendo 64. Ještě předtím byla plánovaná podobná hra pro Famicom Disk System. Mii vycházejí právě z těchhle nápadů a poprvé se objevili v roce 2006 na Wii.